# Samara (Wolga)
Die Samara (russisch Самара) ist ein linker, 594 km langer Nebenfluss der Wolga im Südosten des europäischen Teils von Russland.

## Verlauf
Die Samara entspringt südwestlich des Uralgebirges nordwestlich von Orenburg in der gleichnamigen Oblast, im Höhenzug Obschtschi Syrt, der hier die Wasserscheide zum Ural bildet. Sie fließt zunächst nach Süden, biegt aber schon nach wenigen Kilometern in überwiegend westliche Richtung ab.
Nördlich der Siedlung Nowosergijewka mündet der Kuwai ein und die Samara wendet sich nach Nordwesten. Kurz vor Sorotschinsk mündet der Große Uran ein. Der Fluss fließt weiter durch die landwirtschaftlich genutzte Steppenlandschaft.
Kurz bevor sie Busuluk erreicht, nimmt die Samara den Tok und den Busuluk auf. Wenige Kilometer nach der Stadt mündet die Domaschka ein. Bei Koltubanowski, kurz nach der Einmündung der Borowka erreicht der Fluss die Grenze zur Oblast Samara.
Die Samara fließt nun in vorwiegend westliche Richtungen durch die östliche Oblast Samara. Nordwestlich von Neftegorsk biegt sie nach Nordwesten ab, ehe sie nach der Einmündung des Großen Kinel in einem weiten Bogen nach Südwesten nach Samara fließt, wo sie in die zum Saratower Stausee aufgestaute Wolga mündet.
In der eisfreien Zeit von Mitte April bis November ist die Samara auf 41 km schiffbar.